# Камэрсэйяха
Камэрсэйяха (устар. Камэрсей-Яха) — река в России, протекает по территории Ямало-Ненецкого АО. Устье реки находится в 77 км по правому берегу реки Покотылькы. Длина реки составляет 12 км.

## Данные водного реестра
По данным государственного водного реестра России относится к Нижнеобскому бассейновому округу, водохозяйственный участок реки — Таз, речной подбассейн отсутствует. Речной бассейн реки — Таз.
Код объекта в государственном водном реестре — 15050000112115300066946.